# Eveline Goodman-Thau

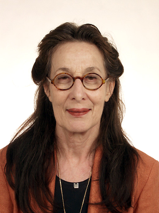
Eveline Goodman-Thau

Eveline Goodman-Thau (hebräisch חוה טאו, Chawa Thau; * 1934 in Wien) ist Rabbinerin und Professorin für jüdische Religions- und Geistesgeschichte. Sie ist Gründerin und Direktorin der Hermann-Cohen-Akademie für Religion, Wissenschaft und Kunst in Buchen (Odenwald) sowie der Hebraic Graduate School of Europe.

## Leben
Eveline Goodman-Thau wurde am 20. Juni 1934 in Wien geboren, 1938 immigrierte sie nach Holland und lebte bis 1945 mit ihren Eltern im Versteck. Sie besuchte 1945 bis 1955 das Gymnasium und danach die Universität in Amsterdam, wo sie Englische Literatur und Jüdische Studien belegte. Sie arbeitete als Hebräischlehrerin und gründete den ersten hebräischsprachigen Kindergarten in Amsterdam. 1956 heiratete sie und zog nach Israel. Sie bekam fünf Kinder und war in der religiösen Frauenbewegung für Bildungs- und Kulturprogramme aktiv. Gleichzeitig führte sie ihre Jüdischen Studien mit Fokus auf Bildung, Jüdische Geschichte, Bibel, Midrasch und mündliche Lehre weiter. Da sie fließend Deutsch, Niederländisch, Hebräisch, Englisch und Jiddisch spricht, arbeitete sie als Übersetzerin und unterrichtete Studenten und Erwachsene in Hebräisch und Englisch.

## Arbeit
Eveline Goodman-Thau war von 1966 bis 1976 Direktorin des Institute for Research on Dutch Jewry, errichtete dort die Bibliothek und organisierte Studienkonferenzen, Ausstellungen und Publikationen. Von da studierte sie an der Hebräischen Universität Jerusalem, im Department für Jüdische Philosophie und Literatur, und gab Kurse zu den Themen Bibel, Midrasch, philosophische Texte, Jüdische Identität, Holocaust, Jüdisches Gebet und Werte. Anschließend schrieb sie ein Lexikon über holländische Gerechte unter den Völkern für Yad Vashem, und schuf einen Lehrplan für das Studium des Holocaust, einschließlich Film. Sie absolvierte einen zweijährigen Kurs zur Gruppenberatung des Ministeriums für Bildung. Von 1983 bis 1987 war sie Dozentin für Contemporary Jewish Thought, akademische Beraterin des WZO Youth and Hechalutz Department, des Martin Buber Institute of the Hebrew University und des Brookdale Institute for Human Development. Sie erarbeitete ebenso einen Lehrplan für religiösen Pluralismus für Gymnasien in Verbindung mit dem Moshe Sharett Institute.
1987 begann sie mit einer umfangreichen Lehrtätigkeit in Deutschland an verschiedenen Universitäten unter anderem an der Kirchlichen Hochschule in Berlin und an den Universitäten Tübingen und Heidelberg, an der Universität Kassel und in Oldenburg. 1993 promovierte sie in Philosophie an der Universität Kassel zum Thema: „Zeitbruch – Zur messianischen Grunderfahrung in der jüdischen Tradition“. 1993 übernahm sie eine Karl-Jaspers-Gastprofessur an der Universität Oldenburg. Gleichzeitig war sie bis 1997 Gastprofessorin für Jüdische Studien und gründete das Seminar für Jüdische Studien an der Martin-Luther-Universität Halle-Wittenberg.
1998 gründete sie die Hermann-Cohen-Akademie für Religion, Wissenschaft und Kunst in Buchen (Odenwald), deren Direktorin sie ist. Von 1998 bis 2000 war sie Gastprofessorin und Associate Researcher an der Harvard Divinity School. 2000 absolvierte sie ihre Habilitation in Philosophie (Jüdische Philosophie) an der Universität Kassel und erhielt eine orthodoxe Ordination als Rabbinerin in Jerusalem.
Von 2001 bis 2002 war sie erste Rabbinerin Österreichs an der liberalen Gemeinde Or Chadasch in Wien. Ein paar Jahre später konnte sie ihre eigene Synagoge in der Robertgasse einweihen. Zur selben Zeit war sie auch als Gastprofessorin an der Katholisch-Theologischen Fakultät der Karl-Franzens-Universität Graz sowie an der Universität Wien tätig. Ihr Leitthema ist das jüdische Erbe Europas, das nicht nur „der Erinnerung an die Zerstörung“ dient, vielmehr darauf schaut für ein „neues Ethos im gemeinsamen Suchen nach Grundlagen eines kulturellen und politischen Zusammenlebens“.
Es folgte 2005/2006 eine Fellowship am Kolleg Friedrich Nietzsche der Stiftung Weimarer Klassik und Kunstsammlungen und von 2007 bis 2008 forschte sie für die Gründung der Hebraic Graduate School of Europe.
2010 war sie Gastprofessorin an der Universität Osnabrück, seit 2014 an der Leuphana Universität Lüneburg.
Eveline Goodman-Thau verfasste zahlreiche Publikationen zur Jüdischen Philosophie und Frauen- und Geschlechterstudien, die auch der christlichen feministischen Theologie Anstöße gaben.
Sie ist seit 2010 Mitglied im Kuratorium der Gesellschaft Freunde Abrahams (München) und Ehrenmitglied der Internationalen Rosenzweig-Gesellschaft.

## Auszeichnungen
- Ehrenmedaille der Stadt Buchen (Odenwald) (2004)
- Ehrenmedaille der Bundeshauptstadt Wien in Silber (2005)[30]
- Ehrendoktorat der Babeș-Bolyai-Universität Cluj (2009)[31][32][33]
- Friedenstaube für Menschenrechte (2013)[34]
- Bundesverdienstkreuz am Bande (2019)

## Publikationen

### Bücher
- Holocaust: A Literary Approach. Kiryat Moria, Jerusalem 1979.[35]
- A Bunch of Grapes, documentary film, ebd. 1981.[36]
- Righteous Gentiles in the Netherlands. Lexicon, Yad Vashem, Jerusalem 1981.[37]
- Prayer in the Jewish Tradition. Source Book, Jerusalem 1981.
- In Search of Self – Modern Jewish Philosophers. Curriculum Reader, WUJS-Arad 1982.
- From Sources to Forces. Source Book, Sapir Center of Jewish Heritage, Jerusalem 1986.
- Religious Pluralism in Israel. Curriculum and Source Book, Moshe Sharett Institute, Jerusalem 1986.
- Zeitbruch – Zur messianischen Grunderfahrung in der jüdischen Tradition. Akademie-Verlag, Berlin 1995.[38]
- Abendländische Eschatologie. Ad Jacob Taubes, Hrsg. Richard Faber und Eveline Goodman-Thau, Würzburg 2001.[39][40]
- Aufstand der Wasser: Jüdische Hermeneutik zwischen Tradition und Moderne. Berlin; Wien 2002.[41][42]
- Fremd in der Welt, Zu Hause bei Gott. Bruch und Kontinuität in der jüdischen Tradition. Münster 2002.[43][44]
- Eine Rabbinerin in Wien. Betrachtungen. Czernin: Wien 2003.[45][46]
- Erbe und Erneuerung: Kulturphilosophie aus den Quellen des Judentums. Wien: Picus 2004.
- Illa Meisels, Erinnerung der Herzen. Mit einem Nachwort versehen und herausgegeben von Eveline Goodman-Thau, Wien: Czernin-Verlag, 2004.[47]
- Das Jüdische Erbe Europas. Krise der Kultur im Spannungsfeld von Tradition, Geschichte und Identität. Hrsg. Eveline Goodman-Thau, Fania Oz-Salzberger, Philo-Verlag Berlin 2005.
- Liebe und Erlösung. Das Buch Ruth, LIT-Verlag, Münster 2006.[48]
- Das Eigene Erinnern: Gedenkkultur zwischen Realität und Normalität. Hrsg. Eveline Goodman-Thau, Passagen-Verlag Wien 2007.
- Arche der Unschuld: Versuch einer Kulturkritik nach Auschwitz. LIT-Verlag, Berlin 2009.[49] – engl. Übersetzung: In the Ark of Innocence. A Critique of Reason after Auschwitz (in Vorbereitung)[50]
- Zwischen Formation und Transformation: Die Religionen Europas auf dem Weg des Friedens. Hrsg. Arnulf von Scheliha und Eveline Goodman-Thau, Universitätsverlag Osnabrück, V&R unipress in Göttingen 2011.[51]
- Zur Aktualität des Unzeitgemäßen, Beiträge zum Jüdischen Denken, (hrsg. zusammen mit Hans-Georg Flickinger), Verlag Traugott Bautz, Nordhausen 2013, ISBN 978-3-88309-827-2[52][53]
- Wissen und Bildung: Moderne jüdische Philosophie als Kulturkritik. Verlag Traugott Bautz, Nordhausen 2016, ISBN 978-3-95948-140-3
- Memory and Morality after Auschwitz. Verlag Traugott Bautz, Nordhausen 2017, ISBN 978-3-95948-227-1[54]
- Vom Archiv zur Arche. Geschichte als Zeugnis Verlag Edition AV, Bodenburg 2018, ISBN 978-3-86841-222-2

### Reihen
- Studien zu Religion, Wissenschaft und Kunst. Hrsg. von Hermann-Cohen-Akademie – Bd. I: Zeit und Welt. Denken zwischen Philosophie und Religion. Hrsg. von Eveline Goodman-Thau, Heidelberg 2002.[55][56] – Bd. II: Kanon, Kontext und Kultur. Hrsg. Eveline Goodman-Thau, Heidelberg 2006. – Bd. III: Martin Buber. Denker im europäischen Zwischen-Raum. Hrsg. von Eveline Goodman-Thau, Heidelberg 2006.
- RIMONIM (Hebr. Granatäpfel) – Festschriften zur Verleihung der Hermann Cohen Medaille für Jüdische Kulturphilosophie. Hrsg. Eveline Goodman-Thau,  C. Winter Verlag, Heidelberg 2005 ff. – Micha Brumlik: „… ein Funke des römischen Gedankens...“. Leo Strauss’ Kritik an Hermann Cohen. (2006). – Rivka Horwitz: Levinas’s Interpretation of the Talmud. (2006). – Helmut Holzhey: Das Problem der Vernunft und die Vernunft des Systems. Eine philosophische Besinnung in Anschluss an Hermann Cohen. (2006).
- Jüdisches Denken in der europäischen Geistesgeschichte, Berlin 1994 ff. Herausgegeben von Eveline Goodman-Thau u. a. – Bd. I: Messianismus zwischen Mythos und Macht, hrsg. Eveline Goodman-Thau und Wolfdietrich Schmied-Kowarzik, Akademie-Verlag, Berlin 1994.[57] – Bd. II: Bruch und Kontinuität, hrsg. Eveline Goodman-Thau und Michael Daxner, Berlin 1994.[58] – Bd. III: Vom Jenseits, hrsg. Eveline Goodman-Thau, Akademie-Verlag, Berlin 1996.[59]
- Jüdische Quellen [Mit Christoph Schulte (Hrsg.)], Berlin 1993 ff. – Bd. I: Das Buch Jezira, Berlin 1993.[60] – Bd. II: Maimonides. Das Buch der Erkenntnis, Berlin 1994. – Bd. III: Salomo Ibn Gabirol: Krone des Königtums, Berlin 1994.[61] – Bd. IV: Abraham Isaak HaCohen Kook. Orot HaTora – Die Lichter der Tora, Berlin 1995.[62][63][64]
- Kabbala und Romantik, Tübingen 1994 ff., hg. Eveline Goodman-Thau u. a. – Bd. I: Kabbala und Romantik, hrsg. Eveline Goodman-Thau, Gert Mattenklott und Christoph Schulte (Conditio Judaica 7), Max Niemeyer Verlag, Tübingen 1994.[65] – Bd. II: Kabbala und die Literatur der Romantik. Zwischen Magie und Trope, hrsg. Eveline Goodman-Thau, Gert Mattenklott, Christoph Schulte (Conditio Judaica 27), Max Niemeyer Verlag, Tübingen 1996.[66]
- SCHIBBOLETH – Forum Jüdische Kulturphilosophie. Studien zu Religion und Moderne, hrsg. Eveline Goodman-Thau, Münster, 2002 ff. – Bd. I: Fremd in der Welt, Zu Hause bei Gott. Bruch und Kontinuität in der jüdischen Tradition, Münster 2002. – Bd. II: Irmgard Zepf (Hrsg.), Nathan Peter Levinson: Widerstand und Eigensinn. Sechs jüdische Lehrer, Münster (2005).[67] – Bd. III: Fania Oz-Salzberger, Countering Injustice. Jewish and Western Perspectives from Isaiah to Modern Culture, Münster (in Vorbereitung)[68] – Bd. IV: Eveline Goodman-Thau, Liebe und Erlösung. Das Buch Ruth (2006) – Bd. V: Julian Voloj, Der Vater, der Sohn und das Heilige Russland. Biographische Notizen zu Leonid und Boris Pasternak, Münster (2006)
- HAGUT – Studien zu Jüdischer Religions- und Geistesgeschichte, hrsg. Eveline Goodman-Thau, Münster 2006ff. (Reihenplanung in Vorbereitung)
- Jüdische Pfade – Jewish Pathways, hrsg. Eveline Goodman-Thau – Das Eigene Erinnern. Gedenkkultur zwischen Realität und Normalität, hrsg. Eveline Goodman-Thau, Passagen Verlag, Wien 2007.

### Abhandlungen
1. On Remembering the Story – Jewish Tradition and the Recognition of Origin, Women and Halacha Conference, Jerusalem 1986.
2. Religiöse Identität der Frau im Judentum. Guest lecture at the Gesamthochschule Paderborn and the Catholic Theological University in Amsterdam 1987.
3. „Zurück zum Garten Eden“ – Auf der Suche nach Gemeinschaft. In: Eleonore Siegele-Wenschkewitz (Hrsg.): Verdrängte Vergangenheit, die uns bedrängt. München 1988, 104–116.
4. „Women and the Art of Remembering“, International Conference on Private Woman – Public Work, ed. Miriam Ben Peretz and Devorah Kalekin-Fishman, University of Haifa 1988, 231–249.
5. „Höre ihre Stimme“, in: Feministisch gelesen, hrsg. Eva Renate Schmidt, Mieke Korenhof, Renate Jost, Bd. II, Stuttgart 1989,63-74.
6. „Wie heeft u verteld dat gij nankt zijt?“, in: lezen Joden en Christenen dezelfde bijbel?, OJEC Serie 8, ed. Ralph Evers, Edward van Voolen e.a., Kampen 1990, 63–70.
7. „Zusammen und getrennt“ – Über die Notwendigkeit des Konflikts als Voraussetzung für den Jüdisch-Christlichen Dialog. Herrenalber Protokolle 70, Schriftenreihe der Ev. Akademie, Karlsruhe 1990, 7–20.
8. Women and Patriarchy and the Jewish Tradition. In: Ursula King (hrsg.): Liberating Women – New Theological Directions, European Society for Theological Research of Women. 1991, S. 53–75.
9. Auf der Suche nach Identität. Orthodoxe Frauen in Israel. In: Befreiung hat viele Farben. Feministische Theologie als kontextuelle Befreiungstheologie, GTB Siebenstern.
10. Challenging the Roots of Religious Patriarchy and Shaping Identity and Community, in: Calling the Equality Bluff: Women in Israel, ed. Marylin Safir and Barbara Swirski, Pergamon Press, New York 1991, 45–57.
11. Auf der Suche nach Identität – Orthodoxe Frauen in Israel, in: Befreiung hat viele Farben, hrsg. Renate Jost und Ursula Kubera, Gütersloh 1991, 119–136.
12. Frieden und Konflikt in der Perspektive jüdischer Tradition und Erfahrung, Protokolldienst Bad Boll [Ev. Akademie] 4 (1992), 17–32.
13. Erinnerte Geschichte und das Gebet um Erlösung, in: Eva Schultz-Jander (Hrsg.), Schrift und Spur, Kassel 1993.
14. Nicht im Exil und nicht zu Hause – Estella Hijmans-Hertzveld im Holland des 19. Jahrhunderts, in: Jutta Dick/Barbara Hahn (Hrsg.), Von der einen Welt in die andere – Jüdinnen im 19. und 20. Jahrhundert, Wien 1993.
15. Religion, Kultur und Konflikt, in: Hans Jürgen Hassler/Christian von Heusinger (Hrsg.), Frieden, Tradition und Zukunft als Kulturaufgabe. Wie gestalten wir die Zukunft des Planeten Erde?, Würzburg 1993.
16. Kabbala und Neues Denken – Zur Vergeschichtlichung und Tradierbarkeit mythologischen Gedächtnisses, in: Eveline Goodman-Thau/Wolfdietrich Schmied-Kowarzik (Hrsg.), Messianismus zwischen Mythos und Macht, Berlin 1994.
17. „Das Zuhören ist Lesen mit dem Ohr“ – Edmond Jabès im Schiffbruch des Buches, in: Eveline Goodman-Thau/Michael Daxner (Hrsg.), Bruch und Kontinuität. Jüdisches Denken in der europäischen Geistesgeschichte, Berlin 1994.
18. Der Dichter als Beter – Ibn Gabirol, in: Eveline Goodman-Thau/Christoph Schulte (Hrsg.), Salomo Ibn Gabirol: Krone des Königtums, Berlin 1994.
19. „Von Halle nach Jerusalem“, hrsg. Eveline Goodman-Thau und Walter Beltz, Hallesche Beiträge zur Orientwissenschaft 16, Halle 1994.
20. Die Bedeutung des Heiligen Landes im Zeichen des Bundes zwischen Gott und dem Volk Israel, in: Eveline Goodman-Thau/Walter Beltz (Hrsg.), Von Halle nach Jerusalem (Hallesche Beiträge zur Orientwissenschaft 16), Halle 1994.
21. Meyer Heinrich Hirsch Landauer – Eine Brücke zwischen Kabbala und aufgeklärtem Judentum, in: Eveline Goodman-Thau / Gert Mattenklott / Christoph Schulte (Hrsg.), Kabbala und Romantik I, Tübingen 1994.
22. Spinozas Offenbarungslehre und der nachkantische Idealismus in der jüdischen Religionsphilosophie Hermann Cohens, in: Hanna Delf, Julius H. Schoeps, Manfred Walther (Hrsg.), Spinoza in der europäischen Geistesgeschichte, Akademie-Verlag, Berlin 1994.
23. Tora und Mizwa – Die Erkenntnistheorie des Maimonides, in: Eveline Goodman-Thau/Christoph Schule (Hrsg.), Maimonides. Das Buch der Erkenntnis, Berlin 1994.
24. Zwischen Ost und West – Chassidismus und Aufklärung als zwei Wege in der Suche nach jüdischer Identität, am Beispiel Martin Bubers, in: Ingrid Lohmann/Wolfram Weisse (Hrsg.), Dialog zwischen den Kulturen, Münster/New York 1994.
25. Die Bedeutung des heiligen Landes im Zeichen des Bundes zwischen Gott und dem Volk Israel, in: Eveline Goodman-Thau und Walter Beltz (Hrsg.):Von Halle nach Jerusalem (Hallesche Beiträge zur Orientwissenschaft 16), Halle 1994.
26. Der Dichter als Beter – Ibn Gabriol, in: Eveline Goodman-Thau und Christoph Schulte (Hrsg.) Salomo Ibn Gabriol: Krone des Königtums, Berlin 1994.
27. Meyer Heinrich Hirsch Landauer – Bible Scholar and Kabbalist, in: Mysticism, Magic and Kabbala, in: Ashkenazi Judaism, hrsg. Karl Erich Grözinger und Joseph Dan (Studia Judaica 13), Walter de Gruyter, Berlin/New York 1995, 332–365.
28. Geschichtsschreibung im Zeitalter des Vergessens (1996).
29. Golem, Adam oder Antichrist – Kabbalistische Hintergründe der Golemlegende in der jüdischen und deutschen Literatur des 19. Jahrhunderts, in: Eveline Goodman-Thau/Gert Mattenklott/Christoph Schulte (Hrsg.), Kabbala und Romantik II, Tübingen 1996, 81–134.
30. Zivilisationsbruch und Alterität – Versuch über ein Ethos der Wirklichkeit, in: Loccumer Protokolle 4, Dezember 1996.
31. Deutschland und Europa – Auf der Suche nach einem gemeinsamen Ethos nach der Wende, 1996.
32. Zur Bedeutung Jerusalems als Symbol der Gerechtigkeit und der Erlösung in der jüdischen Tradition, in: Jerusalem; Stadt des Friedens – Stadt der Religionen. Hrsg.: Sybille Fritsch-Oppermann. Rehburg-Loccum: Evangelische Akademie Loccum, 1997, 17–25.
33. Braucht das Abendland die jüdische Tradition? Zur Frage der Krise in den Geisteswissenschaften, in: An der Schwelle zum Neuen – im Schatten der Vergangenheit, jüdische Kultur in Deutschland heute, hrsg. von der Stadt Oldenburg (Beiträge im Rahmen der jüdischen Kulturtage) 1997.
34. Dem Schweigen eine Stimme geben, in: Hanna Lehming (Hrsg.), Jüdische Denker im 20. Jahrhundert, Hamburg 1997.
35. Gott auf der Spur – Biblischer Humanismus in der Philosophie des Anderen von Emmanuel Lévinas, in: Wolfdietrich Schmied-Kowarzik (Hrsg.), Vergegenwärtigungen des zerstörten jüdischen Erbes. Franz-Rosenzweig-Gastvorlesungen Kassel 1987–1998, Kassel 1997.
36. Jenseits von Heilig und Profan – Die Verfügbarkeit von Himmel und Erde in der Lehre des Rav Kook, in: Eveline Goodman-Thau/Michael Daxner (Hrsg.), Vom Jenseits. Jüdisches Denken in der europäischen Geistesgeschichte, Berlin 1997.
37. Kiddush Hashem – Das jüdische Märtyrerbewusstsein im Lichte der Kreuzzüge, in: Walter Beltz (Hrsg.), Die Folgen der Kreuzzüge für die orientalischen Religionsgemeinschaften (Hallesche Beiträge zur Orientwissenschaft 22), Halle 1997, 131–151.
38. „Immer bleibe ein Mensch“ – Ein Gespräch mit Chaim Cohn, in: Jüdischer Almanach des Leo Baeck Institutes 1998/5758, Frankfurt a. M. 1998.
39. Athen und Jerusalem im Bann der Geschichte. Zu Leo Schestow. In: Kritik und Praxis. Zur Problematik menschlicher Emanzipation Eidam/Hermenau/Stederoth (Hrsg.), zu Klampen Verlag, Lüneburg 1998.
40. Der „Einzige“ und der Einzelne – Buber und Kierkegaard, in: Ulf Haxen / Karen Lisa Salamon / Hanne Trautner-Kromann (Hrsg.), Jewish Studies in a New Europe. The Proceedings of the EAJS Copenhagen Congress 1994, Copenhagen 1998, 316–335.
41. Schwerter zu Pflugscharen – Jüdisch-prophetische Visionen als Basis des Friedensengagements der Religionen?, in: Interreligiöse Erziehung 2000. Die Zukunft der Religions- und Kulturbegegnung, Erlangen 1998.
42. Jewish Studies in the new Germany reconsidered – a view from within, in: European Judaism 32,2 (1999), 110–122.[69]
43. Die jüdische Religionsphilosophie des Mittelalters und ihr Einfluss auf die Moderne – Kulturphilosophie Überlegungen in: Spanien und die Sepharden. Geschichte, Kultur und Literatur, Norbert Rehrmann und Andreas Köchert (Hrsg.), Tübingen, 1999.[70]
44. Golem, Adam oder Antichrist – Kabbalistische Hintergründe der Golemlegende in der jüdischen und deutschen Literatur des 19. Jahrhunderts, in: Kabbala und die Literatur der Romantik, Zwischen Magie und Trope, Hg.: Eveline Goodman-Thau, Gert Mattenklott, Christoph Schulte, Condition Judaica 27, Max Niemeyer Verlag, Tübingen 1999.[71][72]
45. Schaulust. Sehen und Sagen in der Jüdischen Tradition. In: Schleier und Schwelle. Geheimnis und Neugierde Archäologie der literarischen Kommunikation V.3, Hg. Aleida Assmanm, Jan Assmann, Fink Verlag München, 1999.
46. Von Selbstverständigung zu Selbstverständlichkeit; die Zukunft einer Illusion?, in: Der Dialog zwischen Juden und Christen. Versuche des Gesprächs nach Auschwitz. Hrsg.: Hans Erler, Ansgar Koschel. Frankfurt a. M.: Campus, 1999, 322–332.
47. Die jüdische Religionsphilosophie des Mittelalters und ihr Einfluß auf die Moderne – Kulturphilosophische Überlegungen, in: Norbert Rehrmann/Andreas Koechert (Hrsg.), Spanien und die Sepharden. Geschichte, Kultur und Literatur, Tübingen 1999, 177–194.
48. Von der Kunst des 'Auf'hörens und des 'Nach'fragens – Ulrich Sonnemann jüdisch gelesen, in: Existenz, Negativität und Kritik bei Ulrich Sonnemann, hrsg. Klaus-Volker Klenke u. a., Würzburg 1999, 211–229.[73]
49. Frau und Erlösung in jüdischer Tradition, in: Maria Halmer, Barbara Heyse-Schaefer, Barbara Rauchwarter (Hrsg.): Anspruch und Widerspruch. Evi Krobath zum 70. Geburtstag, Zürich 1999.
50. Krieg und Frieden aus den Quellen des Judentums, 1999.
51. Religiöse und soziale Verantwortung im Judentum, in: J. Lähnemann (Hrsg.), Pädagogische Beiträge zur Kulturbegegnung, Erlangen 2000, S. 62–72.
52. Sehen, Sein und Sagen. Zur Lesbarkeit religiöser Erfahrung, in: Selbstorganisation. Jahrbuch für Komplexität in den Natur-, Sozial- und Geisteswissenschaften, Bd. 10, Geschichte zwischen Erlebnis und Erkenntnis, hrsg. Rainer M. Jacobi, Berlin 2000.
53. Das Gebet im jüdischen Gottesdienst zwischen Erkenntnis und Handlung. Hermann Cohens religiöse Hermeneutik aus den Quellen des Judentums, in: Helmut Holzhey, Gabriel Motzkin und Hartwig Wiedebach (Hrsg.), Religion der Vernunft aus den Quellen des Judentums. Traditions- und Ursprungsdenken in Hermann Cohens Spätwerk, Hildesheim 2000.
54. Dialog mit dem Anderen. In: Diakonia 31. Jahrgang Heft 1, Januar 2000, Grünewald/Herder.
55. Aus Mirjams Brunnen trinken, mit Mirjams Augen sehen, Vorwort in Marianne Wallach-Faller, Die Frau im Tallit. Judentum feministisch gelesen, herausgegeben von Brodbeck und Yvonne Domhardt, Chronos Verlag 2000.
56. Prophet und Priester im Kampf um die Geschichte Israels mit Gott – Die politische Theologie von Martin Buber und Jacob Taubes, in: Abendländische Eschatologie. Ad Jacob Taubes, hrsg. Richard Faber, Eveline Goodman-Thau und Thomas Macho, Würzburg 2001.
57. Der Weg des Menschen nach der Lehre von Martin Buber. Im Gespräch, Hefte der Martin Buber Gesellschaft Nr. 3, Herbst 2001.
58. „Geschichtsschreibung als messianische Hermeneutik“, in: Tiemo Rainer Peters/Claus Urban (Hrsg.), Ende der Zeit? Die Provokation der Rede von Gott. Dokumentation einer Tagung mit Joseph Kardinal Ratzinger, Johann Baptist Metz, Jürgen Moltmann und Eveline Goodman‑Thau in Ahaus, Mainz 1999, S. 66–76. [engl.: The End of Time?: The Provocation of Talking about God, Paulist Press; ital.: La Provocacion del discurso sobre Dios, 2001]
59. Vom Mythos zur Symbolik. Ernst Cassirers Kulturphilosophie der ästhetischen und ethischen Formen und ihr Verhältnis zu Hermann Cohens Religionsphilosophie, in: Hermann Deuser und Michael Moxter (Hrsg.), Rationalität der Religion und Kritik der Kultur: Hermann Cohen und Ernst Cassirer, Würzburg 2001.
60. „Ich bin weder Anfang noch Ende“ – Erinnern als Zeitlücke des Erfahrens, in: Marianne Leuzinger-Bohleber, Wolfdietrich Schmied-Kowarzik (Hrsg.), „Gedenk und vergiß – im Abschaum der Geschichte ...“ Trauma und Erinnern. Hans Keilson zu Ehren, Tübingen 2001.
61. Die Heilige Schrift als Heimat. In: Entwürfe Zeitschrift für Literatur Nr. 27, Oktober 2001.
62. Sin, Motherhood and Redemption. In: figurationen gender literature kultur, Mutterkonzepte/motherhood, Hg. Gesine Palmer 7. Jahrgang 2006, Heft 1, Böhlau Verlag, Köln Weimar Wien, 2006.[74]
63. Selbstkritik, Selbstverpflichtung oder Selbstzweck – Zur Erneuerung wissenschaftlichen Umgangs mit dem Judentum in Deutschland vor dem Hintergrund der Krise in den Geisteswissenschaften, In: Grazer Universitätsreden 77, Ansprachen und Vorträge anlässlich der Eröffnung der Kurt David Brühl-Gastprofessur für Jüdische Studien, Graz 2002.
64. Terror und Toleranz in der Moderne; eine jüdische Sicht, in: Gottesstaat oder Staat ohne Gott: politische Theologie in Judentum, Christentum und Islam, hg. Severin Lederhilger, Frankfurt M.: Peter Lang 2002, 74–90.
65. Jüdische Geschichte als Aufgabe in: Im Gespräch Hefte der Martin Buber Gesellschaft Nr. 4, Frühjahr 2002.
66. Vom Widerspruch der Geschichte. Kabbala als Bruch und Brücke zwischen Zeit und Ewigkeit, in: Eveline Brugger/Martha Keil (Hrsg.), Die Wehen des Messias. Zeitenwenden in der jüdischen Geschichte, Berlin 2001, 105–134.
67. Historie, Hermeneutik, Humanität. Überlegungen zu Zeit und Welt, in: Zeit und Welt. Denken zwischen Philosophie und Religion, hrsg. Eveline Goodman-Thau, (Studien zu Religion, Wissenschaft und Kunst; 1, hrsg. Hermann-Cohen-Akademie), Heidelberg 2002, 31–56.
68. Vom Prinzip Hoffnung zum Prinzip Verantwortung. Hans Jonas Gedanken über Gott (Kasseler Habilitationsvortrag, 25. Oktober 2000).
69. Zwischen Gestern und Morgen; Jude-Sein an der Schwelle zum 21. Jahrhundert, in: Preussens Himmel breitet seine Sterne...; Beiträge zur Kultur-, Politik- und Geistesgeschichte der Neuzeit. Bd. 1–2. Hrsg.: Willi Jasper, Joachim H. Knoll. Hildesheim: Georg Olms Verlag, 2002, 653–667.
70. Vom Ich, dem Anderen und dem Wirklichkeitssinn, in: Philipp Wolf; Stefanie Rück (Hrsg.), Wir und das Fremde / Nell-Breuning-Symposium Rödermark, Oktober 2002, S. 27–40.
71. Vom Prinzip Verantwortung zum Prinzip Hoffnung: Hans Jonas’ Gedanken über Gott, in: Wolfgang Erich Müller (Hrsg.), Hans Jonas – von der Gnosisforschung zur Verantwortungsethik, Stuttgart: Kohlhammer 2003, S. 119‑134.
72. Mensch sein – Frau sein – Mann sein im Judentum. In: Geschlechtertheorie Bundesministerium für Soziale Sicherheit Generationen und Konsumentenschutz. Männerpolitische Grundsatzabteilung (Hrsg.) Konzept, Redaktion und Gesamtkoordination Dr. Johannes Berchtold, Susanne Holcmanovsky, Mag. Marion Schirmböck – Madjena, Wien 2003.
73. Metamorphosis as messianic myth; dream and reality in the writings of Franz Kafka, in: Kafka, Zionism, and Beyond. Ed. by Mark H. Gelber. Tübingen: Max Niemeyer Verlag, 2004, S. 157‑187.[75]
74. Im Widerstand gegen den politischen Missbrauch religiöser Motive – aus den Quellen des Judentums, in: Una Sancta 59,1 (2004), 20–38.
75. Martin Buber: Von Gog und Magog zu Herzl und der Historie, in: Im Gespräch. Hefte der Martin Buber-Gesellschaft, Heft 9 (Herbst 2004), S. 2–19.
76. Zwischen Tradition und Moderne. Jüdische Frauen auf der Suche nach Ihrer Identität, In: Damit es anders wird zwischen uns Interreligiöser Dialog aus der Sicht der Frauen Hg. Doris Strahm / Manuela Kalsky, Grünewald 2006.
77. In Memoriam: Alber H. Friedländer. In: European Judaism, A Journal for the New Europe, Volume 37, Nr. 2 Autumn 2004.
78. Judentum zwischen Religion und Kultur im Zeitalter der Säkularisierung. In: Religion und Nachhaltigkeit. Multidisziplinäre Zugänge und Sichtweisen. Beate Littig (Hrsg.) Soziologie Bd. 46, LIT-Verlag Münster, 2004.
79. Monotheismus der Moderne – zwischen Logos, Mythos und Ethos, 2004.
80. Particular Universalism – Jewish Origins of European Integration, 2004.
81. Messianismus zwischen Mythos und Macht – Zur Frage von messianischer Hermeneutik als Geschichtsschreibung in der abendländischen Eschatologie 2005.
82. Martin Buber – Denker des Zwischenraums, Wien 2005.
83. Bildung und kein Ende – Leben und Lehre in jüdischer Tradition, 2005.
84. Freuds Moses, Bubers Moses, Schönbergs Moses. Moderne Konstruktionen einer Identitätskrise. In: Das jüdische Erbe Europas, Krise der Kultur im Spannungsfeld von Tradition, Geschichte und Identität, Hg. Eveline Goodman-Thau, Fania Oz-Salzberger, Berlin 2005.
85. Der Andere und die Andere. Männliche und weibliche Gottesbilder im Judentum. In: Das Geschlecht der Religion, Hg. Florian Uhl und Artur R. Boelderl, Parerga Verlag, Berlin, 2005.
86. „Die Tora redet wie in menschlicher Sprache“. Männliche Rede und weibliche Antwort in der Bibel und in der jüdischen Tradition, in: Ilona Riedel-Spangenberger, Erich Zenger (Hrsg.), „Gott bin ich, kein Mann“. Beiträge zur Hermeneutik der biblischen Gottesrede. Festschrift für Helen Schüngel-Straumann zum 65. Geburtstag, Paderborn, u. a.: Schöningh 2006, S. 226–236.
87. The Ark of Innocence – Morality and Memory after Auschwitz, in: How the Holocaust Looks Now. International Perspectives, edited by Martin L. Davies and Claus-Christian W. Szejnmann, Palgrave Macmillan 2006.
88. Vom Nichts zum Ich im Stern aus den Quellen des Judentums. In: Franz Rosenzweigs „neues Denken“, Band II Hg. Wolfdietrich Schmied-Kowarzik, Verlag Karl Alber Freiburg/München, 2006.
89. Tränen im Ozean – Manes Sperber im Spiegel der Zeit. In: Manes Sperber – Ein politischer Moralist. Wiener Jahrbuch für jüdische Geschichte, Kultur und Museumswesen, herausgegeben von Marcus G. Patka im Auftrag des Jüdischen Museums der Stadt Wien, Bd. 7 2006/5767.
90. Mündig Sein – Die Frau als Vermittlerin der Religion im Judentum, 2006.
91. Vom Wesen der Freiheit. Über das Neue in Franz Rosenzweigs „Neuem Denken“. In: Franz Rosenzweig heute, Franz Rosenzweig Jahrbuch 1, Hg. Martin Brasser, Verlag Karl Alber 2006.
92. Der Sinn von Politik ist Freiheit, Berlin 2006.
93. Erinnerte Geschichte und Kollektives Gedächtnis. Zur Frage des historischen Bewusstseins in Europa aus jüdischer Sicht, Wien 2006.
94. Das Eigene Erinnern – Zwiegespräch ohne Partner? in: Eveline Goodman‑Thau (Hrsg.), Das Eigene Erinnern. Gedenkkultur zwischen Realität und Normalität, hrsg. Eveline Goodman-Thau, Passagen Verlag Wien (2007).
95. Die Suche nach Gott. Rivka Horwitz zum Andenken. In: Kritik am Islam, Franz Rosenzweig Jahrbuch 2, Hg. Martin Brasser, Verlag Karl Alber 2007.
96. Zerbrochene Schalen und Bilderverbot. Adorno als Jüdischer Denker. Eveline Goodman-Thau im Gespräch mit Micha Brumlik in: Zeitschrift für kritische Theorie, Heft 24/25/2007. Herausgegeben von Wolfgang Bock, Sven Kramer und Gerhard Schweppenhausen. Das Gespräch fand statt im Rahmen der Reihe 100 Jahre Jüdische Denker, Weimarer Gespräche zu Fragen der Zeit der Hermann-Cohen-Akademie für Religion, Wissenschaft und Kunst in Kooperation mit dem Kulturamt der Stadt Weimar und dem Nietzsche-Kolleg im Stadtmuseum in Weimar am 6. Dezember 2006.
97. Truth, Ethics and Humanism in the New Europe, Living in Truth, Editors: Andrei Marga, Theodor Berchem, Jan Sandlak, Cluj-Napoca University Press, 2008
98. Traum, Trauma und Trauer. In: Die Macht der Träume. Antworten aus Philosophie, Psychoanalyse, Kultursoziologie und Medizin. Dieter Korczak (Hrsg.) Ansanger Verlag Krönung, 2008.
99. Vom Nichts zum Ich im Stern aus den Quellen des Judentums In: Rosenzweigs Neues Denken Internationaler Kongress Kassel 2004, herausgegeben von Wolfdietrich Schmied-Kowarzik, Band II Erfahrene Offenbarung in theologos, Verlag Karl Alber Freiburg/München 2006.
100. On Revelation of Reason, in the work of Maimonides and Hermann Cohen, in: Studia Judaica XVII, Editor : Prof. Dr. Ladislau Gyemant, Cluj-Napoca EFFS 2009.
101. Monotheismus, Mystik und Memoria, Jüdische Formgebungen des kollektiven Gedächtnisses. In: Fragen nach dem einen Gott Hg. Gesine Palmer, Mohr Siebeck 2007.
102. Die Vernunft als Heilmittel – Trilog Salzburg, 2007.
103. Bereschit (Gen.I:I-6:8).Ajeka – wo bist du, Mensch? In: Kol Ischa, Jüdische Frauen lesen die Tora, Hg.Yvonne Domhardt, Esther Orlow, Eva Pruschy, Chronos 2007.
104. Wa'etchanan (Deut.3:23-7:11) Das Gebet von Moses. In: Kol Ischa, Jüdische Frauen lesen die Tora, Hg.Yvonne Domhardt, Esther Orlow, Eva Pruschy, Chronos 2007.
105. Wajelech (Deut.31:1-30). Die Tora als Zeugnis der Umkehr. In: Kol Ischa, Jüdische Frauen lesen die Tora, Hg.Yvonne Domhardt, Esther Orlow, Eva Pruschy, Chronos 2007.
106. 1938–2008 – Historische Daten und Geschichtsbewusstsein im Zeitalter der politischen Freiheit, Wien 2007.
107. The Ark of Innocence – Morality and Memory after Auschwitz. In: How the Holocaust looks now, International Perspectives, Edited by Martin L. Davies and Claus-Christian W. Szejnmann, Palgrave 2007.
108. Da Dio-Uomo-Monde a Storia-Linguaggio-Sé.Il Nuvo Pensiero di Rosenzweig come critica della ragione dalle fonti dell' ebraismo. In: Il futuro del „nuovo pensiero“, In dialogo con Franz Rosenzweig, Teoria Rivista di filosofia fondata da Vittorio Sainati XXVIII/2008/1 (Terza serie III/1), Edizioni ETS 2008.[76]
109. The Politics of History and Memory – Austria, Israel and the New Europe, Jerusalem 2008.
110. Truth, Time and the Other in Europe. Levinas’ Ethical Theory of Knowledge from the Sources of Judaism. In: Die Idee Europa, Rosenzweig Jahrbuch 3, Hg. Martin Brasser, Verlag Karl Alber 2008.
111. Von Gott-Mensch-Welt zu Geschichte-Sprache-Selbst – Rosenzweigs Neues Denken als Vernunftskritik aus den Quellen des Judentums, 2008.
112. Furcht und Angst – Kulturkritische Betrachtungen nach Auschwitz, München 2008.
113. Immer bleibe ein Mensch. Überlegungen zum Mensch-Sein aus den Quellen des Judentums. In: Zukunft ermöglichen Denkanstöße aus 15 Jahren Karl Jaspers Vorlesungen zu Fragen der Zeit. Zu Ehren des Initiators Rudolph zur Lippe, herausgegeben von Reinhard Schulz, Königshausen und Neumann, Würzburg 2008.
114. Vom Archiv zur Arche – Zur Frage des eigenen Erinnerns zum 70. Jahrestag der Reichskristallnacht nach dem 60-jährigen Bestehen des Staates Israel, 2008.
115. Die Zeit heilt alle Wunden. Das Gespräch wurde im Rahmen der Ö1-Reihe „Zeitgenossen im Gespräch“ von Michael Kerbler im Kloster Pernegg während der GlobArt Academy 2008, geführt Wien, 2009.[77]
116. Tradition and Modernity. The Jewish contribution to the Identity of Europe. Cluj, 2009.
117. Shoah and Tekuma. Jewish Memory and Morality between History and Redemption. Inaugural Address at the Doctor Honoris Causis Ceremony, Babes-Bolyai University Cluj, Romania, June 2009.[78][79]